# Paul Kim (nhạc sĩ, sinh 1988)
Kim Tae-hyeong (tiếng tiếng Hàn: 김태형; sinh ngày 11 tháng 2 năm 1988), được biết đến nhiều hơn với tên Paul Kim (tiếng tiếng Hàn: 폴킴) là một ca sĩ, nhạc sĩ người Hàn Quốc. Anh ra mắt vào năm 2014 và đã phát hành hai đĩa mở rộng  và hai album phòng thu, album thứ nhất gồm hai phần: The Road (2017) và Tunnel (2018) và album thứ hai gồm hai phần: Heart, One (2019) và Heart, Two (2020).

## Thời niên thiếu
Sinh ra ở Hàn Quốc, Kim sống ở New Zealand trong thời gian năm năm học trung học tại trường St Bede's College. Anh đã đến Nhật Bản để theo học Đại học Ritsumeikan, ngành Quản trị kinh doanh. Sau đó, anh trở về Hàn Quốc để bắt đầu sự nghiệp âm nhạc.

## Danh sách đĩa hát

### Album phòng thu
| Album                                      | Thông tin                                                                              | Thứ hạng cao nhất | Doanh số |
| Album                                      | Thông tin                                                                              | HQ                | Doanh số |
| ------------------------------------------ | -------------------------------------------------------------------------------------- | ----------------- | -------- |
| Album đầu tiên phần 1: The Road            | - Ngày phát hành: 27 tháng 9 năm 2017 - Hãng đĩa: Neuron Music - Định dạng: CD, tải về | —                 | —        |
| Album đầu tiên phần 2: Tunnel              | - Ngày phát hành: 31 tháng 1 năm 2018 - Hãng đĩa: Neuron Music - Định dạng: CD, tải về | 46                | —        |
| Album thứ 2 phần 1: Heart, One             | - Ngày phát hành: 7 tháng 10 năm 2019 - Hãng đĩa: Neuron Music - Định dạng: CD, tải về | 36                | —        |
| Album thứ 2 phần 2: Heart, Two             | - Ngày phát hành: 22 tháng 4 năm 2020 - Hãng đĩa: Neuron Music - Định dạng: CD, tải về | —                 | —        |
| "—" là không xuất hiện trên bảng xếp hạng. |                                                                                        |                   |          |

### Đĩa mở rộng
| Tiêu đề                                    | Thông tin album                                                                         | Vị trí cao nhất trên bảng xếp hạng | Doanh số     |
| Tiêu đề                                    | Thông tin album                                                                         | KOR                                | Doanh số     |
| ------------------------------------------ | --------------------------------------------------------------------------------------- | ---------------------------------- | ------------ |
| Song Diary                                 | - Ngày phát hành: 25 tháng 3 năm 2016 - Hãng đĩa: Neuron Music - Định dạng: CD, tải về  | 22                                 | - KOR: 1,669 |
| Her                                        | - Ngày phát hành: 28 tháng 12 năm 2016 - Hãng đĩa: Neuron Music - Định dạng: CD, tải về | —                                  | —            |
| Star                                       | - Ngày phát hành: 28 tháng 12 năm 2016 - Hãng đĩa: Neuron Music - Định dạng: CD, tải về |                                    |              |
| "—" là không xuất hiện trên bảng xếp hạng. |                                                                                         |                                    |              |

### Đĩa đơn
| Bài hát                                           | Năm  | Thứ hạng cao nhất | Doanh số         | Chứng nhận                                                  | Album                     |
| Bài hát                                           | Năm  | HQ                | Doanh số         | Chứng nhận                                                  | Album                     |
| ------------------------------------------------- | ---- | ----------------- | ---------------- | ----------------------------------------------------------- | ------------------------- |
| "Would You Like Some Coffee?" (커피 한 잔 할래요) | 2014 | —                 | —                | —                                                           | Đĩa đơn không thuộc album |
| "Ex"                                              | 2014 | —                 | —                | —                                                           | Đĩa đơn không thuộc album |
| "Doowap" (너란 주의보)                            | 2016 | —                 | —                | —                                                           | Song Diary                |
| "Rain" (비)                                       | 2016 | 27                | - HQ: 2,500,000  | —                                                           | Đĩa đơn không thuộc album |
| "Dear My Love" (내 사랑)                          | 2016 | —                 | —                | —                                                           | Đĩa đơn không thuộc album |
| "Her"                                             | 2016 | —                 | —                | —                                                           | Her                       |
| "Meaning of Love" (사랑의 의미)                   | 2016 | —                 | —                | —                                                           | Her                       |
| "Wanna Love You"                                  | 2017 | —                 | —                | —                                                           | Đĩa đơn không thuộc album |
| "The Road" (길)                                   | 2017 | 47                | —                | —                                                           | The Road                  |
| "Premonition" (느낌)                              | 2018 | 85                | —                | —                                                           | Tunnel                    |
| "Additional"                                      | 2018 | 62                | —                | —                                                           | Đĩa đơn không thuộc album |
| "Huega" (휴가)                                    | 2018 | 60                | —                | —                                                           | Đĩa đơn không thuộc album |
| "Me After You" (너를 만나)                        | 2018 | 1                 | - KOR: 2,500,000 | - KCMA: - 2X Bạch kim (Nghe trực tuyến) - Bạch kim (Tải về) | Đĩa đơn không thuộc album |
| "Traffic Light" (초록빛)                          | 2019 | 4                 | —                | —                                                           | Đĩa đơn không thuộc album |
| "Try" (헤어질 걸 알아)                            | 2019 | 19                | —                | —                                                           | Đĩa đơn không thuộc album |
| "Empty" (허전해)                                  | 2019 | 3                 | —                | —                                                           | Heart, One                |
| "Big Heart" (마음)                                | 2019 | 59                | —                | —                                                           | Đĩa đơn không thuộc album |
| "But I'll Miss You" (우리 만남이)                 | 2020 | 7                 | —                | —                                                           | Heart, Two                |
| "Quarantine" (집돌이)                             | 2020 | 163               | —                | —                                                           | Đĩa đơn không thuộc album |
| "Hangover" (너도 아는)                            | 2020 | 31                |                  |                                                             |                           |
| "Love Letter" (사랑하는 당신께)                   |      | 18                |                  |                                                             |                           |
| "Wave" (파도)                                     | 150  |                   |                  |                                                             |                           |
| "After Summer" (찬란한 계절)                      | 48   |                   |                  |                                                             |                           |
| "Like Yesterday" (어제처럼)                       |      | 14                |                  |                                                             |                           |
| "One More Time"                                   |      |                   |                  |                                                             |                           |
| "—" là không xuất hiện trên bảng xếp hạng.        |      |                   |                  |                                                             |                           |

### Cộng tác
| Tiêu đề                                                  | Năm  | Vị trí cao nhất trên bảng xếp hạng | Doanh số | Chứng nhận | Album                        |
| Tiêu đề                                                  | Năm  | KOR                                | Doanh số | Chứng nhận | Album                        |
| -------------------------------------------------------- | ---- | ---------------------------------- | -------- | ---------- | ---------------------------- |
| "Clumsy Expectations" (서툰 기대) với D.Story            | 2015 | —                                  | —        | —          | Đĩa đơn không thuộc album    |
| "Just Listening to You" (널 듣고만 있어) với 1sagain     | 2015 | —                                  | —        | —          | Đĩa đơn không thuộc album    |
| "Not So Hot" (뜨겁지가 않아) với Bill Stax               | 2015 | —                                  | —        | —          | Đĩa đơn không thuộc album    |
| "Can't Let Go" (미뤄) với Sleeq                          | 2015 | —                                  | —        | —          | Đĩa đơn không thuộc album    |
| "Thinking of You" (널 떠올리는게) với Sool J, Ultimadrap | 2016 | —                                  | —        | —          | Đĩa đơn không thuộc album    |
| "Now I Know" (사람이) với Jung Dong-ha                   | 2017 | —                                  | —        | —          | Life                         |
| "For Less Than a Month" (한 달을 못 가서) với ALi        | 2017 | —                                  | —        | —          | Expand                       |
| "Tic Tac Toe" (눈치) với Heize và Peakboy                | 2019 | 77                                 | —        | —          | Hangout with Yoo "Yoo-plash" |
| "Loveship" với Chungha                                   | 2020 | 12                                 | —        | —          | Đĩa đơn không thuộc album    |
| "—" là không xuất hiện trên bảng xếp hạng.               |      |                                    |          |            |                              |

### Nhạc phim
| Tiêu đề                                        | Năm  | Vị trí cao nhất trên bảng xếp hạng | Doanh số         | Chứng nhận                                                  | Album                     |
| Tiêu đề                                        | Năm  | KOR                                | Doanh số         | Chứng nhận                                                  | Album                     |
| ---------------------------------------------- | ---- | ---------------------------------- | ---------------- | ----------------------------------------------------------- | ------------------------- |
| "Hey" (있잖아)                                 | 2017 | 41                                 | —                | —                                                           | Love Playlist 2 OST       |
| "Goodbye Kiss" (꽃비)                          | 2017 | —                                  | —                | —                                                           | Black Knight OST          |
| "Every Day, Every Moment" (모든 날, 모든 순간) | 2018 | 4                                  | - KOR: 2,500,000 | - KCMA: - Bạch kim (Tải về) - 3x Bạch kim (Nghe trực tuyến) | Should We Kiss First? OST |
| "Inexplicable" (사랑 알 수 없나봐)             | 2018 | 21                                 | —                | —                                                           | WHY OST                   |
| "So Long" (안녕)                               | 2019 | 1                                  | —                | - KCMA:Bạch kim (Nghe trực tuyến)                           | Hotel Del Luna OST        |
| "—" là không xuất hiện trên bảng xếp hạng.     |      |                                    |                  |                                                             |                           |

## Đóng phim

### Chương trình thực tế
| Năm  | Tiêu đề     | Đài truyền hình | Vai trò                | Chú thích | Tham khảo     |
| ---- | ----------- | --------------- | ---------------------- | --------- | ------------- |
| 2019 | Begin Again | JTBC            | Khách tham gia (mùa 3) |           | [ 19 ] [ 20 ] |

## Giải thưởng và đề cử

### Giải thưởng âm nhạc Gaon Chart
| Năm  | Hạng mục                               | Đề cử          | Kết quả   |
| ---- | -------------------------------------- | -------------- | --------- |
| 2019 | Giải Âm nhạc bán ra nhanh nhất của năm | "Me After You" | Đoạt giải |

### Giải thưởng âm nhạc Genie
| Năm  | Hạng mục                                   | Đề cử                     | Kết quả   |
| ---- | ------------------------------------------ | ------------------------- | --------- |
| 2018 | Nhạc phim hay nhất                         | "Every Day, Every Moment" | Đoạt giải |
| 2019 | Giải âm nhạc xuất sắc nhất (Giải lớn nhất) | "Me After You"            | Đoạt giải |
| 2019 | Nghệ sĩ nam solo xuất sắc nhất             | Paul Kim                  | Đoạt giải |

### Giải thưởng Golden Disc
| Năm  | Hạng mục                               | Đề cử                    | Kết quả   |
| ---- | -------------------------------------- | ------------------------ | --------- |
| 2019 | Nhạc phim hay nhất                     | "Every Day, Every Moment | Đoạt giải |
| 2020 | Giải Bonsang cho nhạc số xuất sắc nhất | "Me After You"           | Đoạt giải |

### Giải thưởng âm nhạc Melon
| Năm  | Hạng mục             | Đề cử                     | Kết quả   |
| ---- | -------------------- | ------------------------- | --------- |
| 2018 | Nhạc phim hay nhất   | "Every Day, Every Moment" | Đoạt giải |
| 2019 | Top 10 nhạc sĩ       | Paul Kim                  | Đề cử     |
| 2019 | Ca khúc của năm      | "Traffic Light"           | Đề cử     |
| 2019 | Nhạc ballad hay nhất | "Traffic Light"           | Đề cử     |

### Giải thưởng âm nhạc châu Á Mnet
| Năm  | Hạng mục                           | Đề cử                     | Kết quả |
| ---- | ---------------------------------- | ------------------------- | ------- |
| 2018 | Nhạc phim hay nhất                 | "Every Day, Every Moment" | Đề cử   |
| 2019 | Nghệ sĩ nam xuất sắc nhất          | Paul Kim                  | Đề cử   |
| 2019 | Nhạc sĩ của năm                    | Paul Kim                  | Đề cử   |
| 2019 | Giải Worldwide Fans’ Choice Top 10 | Paul Kim                  | Đề cử   |
| 2019 | Ca khúc của năm                    | "So Long"                 | Đề cử   |
| 2019 | Nhạc phim hay nhất                 | "So Long"                 | Đề cử   |

### Giải thưởng âm nhạc Seoul
| Năm  | Hạng mục     | Đề cử    | Kết quả   |
| ---- | ------------ | -------- | --------- |
| 2020 | Giải Bonsang | Paul Kim | Đoạt giải |

### Khác
| Năm  | Giải thưởng                              | Hạng mục           | Đề cử                     | Kết quả   |
| ---- | ---------------------------------------- | ------------------ | ------------------------- | --------- |
| 2018 | Giải ca khúc nhạc Hàn Quốc xuất sắc nhất | Nhạc phim hay nhất | "Every Day, Every Moment" | Đề cử     |
| 2020 | Giải KOMCA Copyright                     | Ca khúc của năm    | "Every Day, Every Moment" | Đoạt giải |